# فاضل عبد الله محمد
فاضل عبد الله محمد (بالصومالية: Fasuul Cabdalla Maxamed)‏ (بالإنجليزية: Fazul Abdullah Mohammed)‏ (25 أغسطس 1972، 25 فبراير 1974 أو 25 ديسمبر 1974) يشتبه في كونه عضو بتنظيم القاعدة وأحياناً يشار إليه كقائد لتنظيم القاعدة في شرق أفريقيا. ولد محمد في موروني بجزر القمر ويحمل الجنسية الكينية بجانب جنسية جزر القمر ويستطيع التحدث باللغة الفرنسية والسواحيلية والعربية والإنجليزية ولغة جزر القمر، تم اتهامه بواسطة الولايات المتحدة بالضلوع في تفجيرات السفارات الأمريكية بنيروبي ودار السلام، ويُعتقد أنه كان متواجد أثناء الحرب الاهلية بالصومال 2006، وضعته الولايات المتحدة بقائمة الإرهابيين الأكثر طلباً، توفي في 8 يونيو 2011.